# Скафи
Скафи или Юкуз ова (на гръцки: Σκάφη, до 1927 година Οκιούζ Οβά, Окюз ова) е село в Гърция, в дем Кожани, област Западна Македония.

## География
Скафи е разположено източно от Кожани в планината Скопос.

## История

### В Османската империя
В края на XIX век Юкуз ова е турско село в Кожанска каза на Османската империя. Според статистиката на Васил Кънчов („Македония. Етнография и статистика“) през 1900 година в Юкюзъ Ова, Кожанска каза, има 206 турци.
На Етнографската карта на Битолския вилает на Картографския институт в София от 1901 година Укуз Ова е чисто турско село в Кожанската каза на Серфидженския санджак с 36 къщи.
Според статистика на Серфидженския санджак на гръцкото консулство в Еласона от 1904 година в Укюз ова (Ουκιούζ Οβά), Кожанска каза, живеят 200 турци.

### В Гърция
През Балканската война в 1912 година в селото влизат гръцки части и след Междусъюзническата в 1913 година остава в Гърция. В 1913 година селото (Οκιούζ Οβά) има 225 жители. През 20-те години населението му се изселва в Турция и на негово място са настанени бежанци от Турция. В 1928 година селото е изцяло бежанско с 41 семейства и 166 жители бежанци.
През 1927 година името на селото е сменено на Скафи.
В годините на Втората световна война населението подкрепя десните сили в страната.
| Име      | Име           | Ново име | Ново име | Описание            |
| -------- | ------------- | -------- | -------- | ------------------- |
| Муланли  | Μουλανλή      | Мандрес  | Μάνδρες  | връх на СЗ от Скафи |
| Юкуз Ова | Ράχη Όκούζοβα | Рахес    | Ράχες    | връх на ЮИ от Скафи |

| Година    | 1913 | 1920 | 1928 | 1940 | 1951 | 1961 | 1971 | 1981 | 1991 | 2001 | 2011 | 2021 |
| --------- | ---- | ---- | ---- | ---- | ---- | ---- | ---- | ---- | ---- | ---- | ---- | ---- |
| Население | 225  | 283  | 188  | 260  | 271  | 223  | 12   | 0    | 0    | 10   | 2    | 3    |